# Rajd Pneumant 1978
Rajd Pneumant 1978 (18. Pneumant Rallye 1978) – 18. edycja rajdu samochodowego Rajd Pneumant rozgrywanego we NRD. Rozgrywany był od 30 marca do 1 kwietnia 1978 roku. Była to pierwsza runda Rajdowego Pucharu Pokoju i Przyjaźni w roku 1978 oraz druga runda Rajdowych Mistrzostw NRD w roku 1978.

## Klasyfikacja rajdu
| Miejsce                        | Kierowca                       | Pilot                          | Samochód                          | Czas                           | Strata                         |                                |
| Klasyfikacja generalna i RPPiP | Klasyfikacja generalna i RPPiP | Klasyfikacja generalna i RPPiP | Klasyfikacja generalna i RPPiP    | Klasyfikacja generalna i RPPiP | Klasyfikacja generalna i RPPiP | Klasyfikacja generalna i RPPiP |
| ------------------------------ | ------------------------------ | ------------------------------ | --------------------------------- | ------------------------------ | ------------------------------ | ------------------------------ |
| 1.                             | Yakov Agishev                  | Mikhail Titov                  | Moskvich 2140                     | 2:13:11                        | 0.0                            |                                |
| 2.                             | Antonín Císař                  | Jan Soukup                     | Škoda 130 RS                      | 2:15:23                        | +2:12                          |                                |
| 3.                             | Heiki Ohu                      | Toomas Diener                  | Lada VAZ 21011                    | 2:27:20                        | +14:09                         |                                |
| 4.                             | Volker Beyer                   | Karl-Heinz Weigel              | Wartburg 353                      | 2:35:20                        | +22:09                         |                                |
| 5.                             | Joachim Paris                  | Klaus-Jürgen Ismer             | Polski Fiat 125p                  | 2:38:43                        | +25:32                         |                                |
| 6.                             | Sergiy Vukovych                | Viktor Moskovskikh             | Lada VAZ 21011                    | 2:40:13                        | +27:02                         |                                |
| 7.                             | Ryszard Ryzel                  | Jacek Lewandowski              | Polski Fiat 125p 1600 Monte Carlo | 2:42:09                        | +28:58                         |                                |
| 8.                             | Eberhard Uth                   | Hans-Holger Grimm              | Trabant P601                      | 2:48:21                        | +35:10                         |                                |
| 9.                             | Georgi Karamatov               | Ivan Budinov                   | Lada VAZ 21011                    | 2:55:41                        | +42:30                         |                                |
| 10.                            | Rainer Seyfarth                | Alfred Lichtenberg             | Trabant P601                      | 3:37:29                        | +1:24:18                       |                                |